# Froilán (nombre)
Froilán es un nombre propio masculino de origen germano en su variante en español. Proviene del germano antiguo Froilanen, acusativo de Froila, del gótico fraujis («amo, señor»), junto al diminutivo ila, por lo que significa «pequeño señor», o bien el germánico land («tierra»), lo que lo haría significar «señor de estas tierras».
Fiesta de San Froilán: 5 de octubre

## Variantes
- Femenino: Froilana.

| Variantes en otras lenguas | Variantes en otras lenguas    |
| -------------------------- | ----------------------------- |
| Español                    | Froilán/Froylán/Froila/Fruela |
| Catalán                    | Froilà                        |
| Checo                      | Froilan                       |
| Euskera                    | Purlan                        |
| Francés                    | Froïlan                       |
| Asturleonés                | Fruela/Froilán                |
| Gallego                    | Froilano/Froilán              |
| Italiano                   | Forlan/Furlan                 |
| Portugués                  | Froilano/Froilão/Froila       |
| Noruego                    | Frøyland                      |